# Фернандо Гомес
Фернандо Гомес (ісп. Fernando Gómez, нар. 11 вересня 1965, Валенсія) — іспанський футболіст, що грав на позиції нападника.

## Клубна кар'єра
Народився 11 вересня 1965 року в місті Валенсія. Вихованець футбольної школи «Валенсії». Дорослу футбольну кар'єру розпочав 1983 року в основній команді того ж клубу, в якій провів п'ятнадцять сезонів, взявши участь у 421 матчі чемпіонату. Більшість часу, проведеного у складі «Валенсії», був основним гравцем атакувальної ланки команди.
Протягом сезону 1998–1999 років захищав кольори «Вулвергемптон Вондерерз».
Завершив професійну ігрову кар'єру у нижчоліговому клубі «Кастельйон», за команду якого виступав протягом 1999–2000 років.

## Виступи за збірні
1985 року провів один матч у складі юнацької збірної Іспанії, в якому забив гол.
Протягом 1985–1990 років залучався до складу молодіжної збірної Іспанії, у складі якої брав участь у молодіжному чемпіонаті світу 1985 році, де забив два голи і допоміг збірній здобути срібні медалі. Всього на молодіжному рівні зіграв у 15 офіційних матчах, забив 3 голи.
15 листопада 1989 року дебютував в офіційних матчах у складі національної збірної Іспанії в товариській грі проти збірної Угорщини, яка завершилася перемогою піренейців з рахунком 4-0. 
У складі збірної був учасником чемпіонату світу 1990 року в Італії, проте зіграв лише в одному матчі проти збірної Південної Кореї, в якому вийшов на поле в кінці матчу замість Еміліо Бутрагеньйо.
Протягом кар'єри у національній команді, яка тривала 4 роки, провів у формі головної команди країни лише 8 матчів, забивши 2 голи.

## Статистика
| Чемпіонат | Чемпіонат       | Чемпіонат          | Ліга | Ліга |
| Сезон     | Клуб            | Ліга               | Ігри | Голи |
| Іспанія   | Іспанія         | Іспанія            | Ліга | Ліга |
| --------- | --------------- | ------------------ | ---- | ---- |
| 1983-84   | «Валенсія»      | Ла Ліга            | 12   | 3    |
| 1984-85   | «Валенсія»      | Ла Ліга            | 27   | 1    |
| 1985-86   | «Валенсія»      | Ла Ліга            | 18   | 4    |
| 1986-87   | «Валенсія»      | Сегунда Дивізіон   | 39   | 38   |
| 1987-88   | «Валенсія»      | Ла Ліга            | 35   | 10   |
| 1988-89   | «Валенсія»      | Ла Ліга            | 36   | 14   |
| 1989-90   | «Валенсія»      | Ла Ліга            | 37   | 13   |
| 1990-91   | «Валенсія»      | Ла Ліга            | 24   | 10   |
| 1991-92   | «Валенсія»      | Ла Ліга            | 36   | 9    |
| 1992-93   | «Валенсія»      | Ла Ліга            | 38   | 11   |
| 1993-94   | «Валенсія»      | Ла Ліга            | 30   | 14   |
| 1994-95   | «Валенсія»      | Ла Ліга            | 37   | 7    |
| 1995-96   | «Валенсія»      | Ла Ліга            | 42   | 10   |
| 1996-97   | «Валенсія»      | Ла Ліга            | 29   | 1    |
| 1997-98   | «Валенсія»      | Ла Ліга            | 21   | 1    |
| Англія    | Англія          | Англія             | Ліга | Ліга |
| 1998-99   | «Вулвергемптон» | Перший дивізіон    | 19   | 2    |
| Іспанія   | Іспанія         | Іспанія            | Ліга | Ліга |
| 1998-99   | «Кастельйон»    | Сегунда Дивізіон Б | 0    | 0    |
| 1999-00   | «Кастельйон»    | Сегунда Дивізіон Б | 35   | 10   |
| Країна    | Іспанія         | Іспанія            | 496  | 156  |
| Країна    | Англія          | Англія             | 19   | 2    |
| Всього    | Всього          | Всього             | 515  | 158  |

### Збірна
| Збірна Іспанії | Збірна Іспанії | Збірна Іспанії |
| Роки           | Ігри           | Голи           |
| -------------- | -------------- | -------------- |
| 1989           | 1              | 1              |
| 1990           | 4              | 1              |
| 1991           | 0              | 0              |
| 1992           | 3              | 0              |
| Всього         | 8              | 2              |